# Koleczkowo (gromada)
Koleczkowo – dawna gromada, czyli najmniejsza jednostka podziału terytorialnego Polskiej Rzeczypospolitej Ludowej w latach 1954–1972.
Gromady, z gromadzkimi radami narodowymi (GRN) jako organami władzy najniższego stopnia na wsi, funkcjonowały od reformy reorganizującej administrację wiejską przeprowadzonej jesienią 1954 do momentu ich zniesienia z dniem 1 stycznia 1973, tym samym wypierając organizację gminną w latach 1954–1972.
Gromadę Koleczkowo z siedzibą GRN w Koleczkowie utworzono – jako jedną z 8759 gromad na obszarze Polski – w powiecie wejherowskim w woj. gdańskim na mocy uchwały nr 26/III/54 WRN w Gdańsku z dnia 5 października 1954. W skład jednostki weszły obszary dotychczasowych gromad Koleczkowo i Bojan ze zniesionej gminy Chwaszczyno oraz obszar dotychczasowej gromady Łężyce ze zniesionej gminy Wejherowo w tymże powiecie. Dla gromady ustalono 14 członków gromadzkiej rady narodowej.
1 stycznia 1962 gromadę zniesiono, a jej obszar włączono do gromady Kielno (miejscowości Koleczkowo, Sarnia Góra, Bieszkówko, Bojan, Głodowo, Czarna Góra, Świni Rów i Kaska Dąbrowa) oraz do znoszonej gromady Nowy Dwór Wejherowski (miejscowości Łężyce, Głodówko i Rogulewo) w tymże powiecie.